# Fürstentum Wolhynien

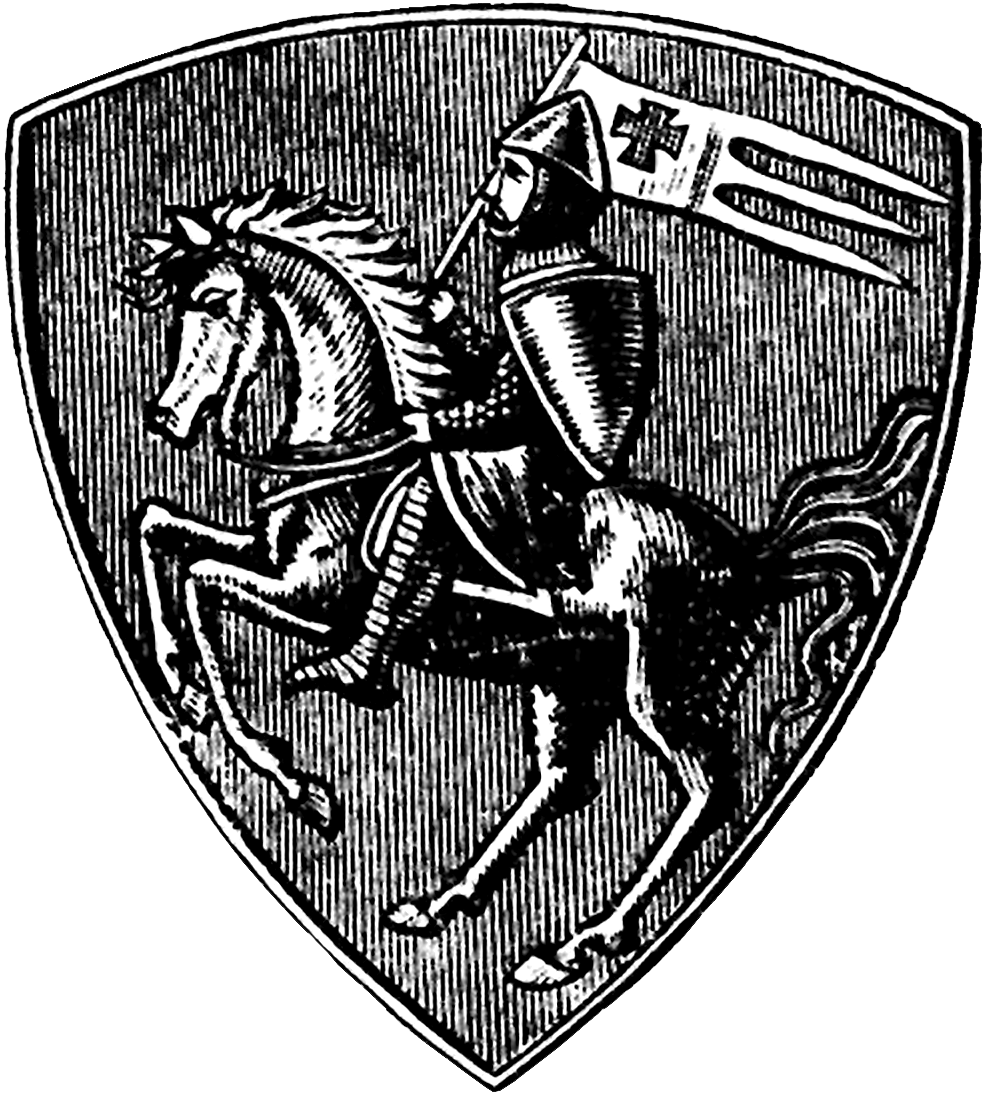
Zeitgemäße Rekonstruktion des Wappens des Fürstentums Wolhynien

Das Fürstentum Wolhynien oder Fürstentum Wladimir (seit 1154) (ukrainisch
Волинське князівство) war ein Fürstentum in der Kiewer Rus von 987 bis 1199 mit der Burg Wladimir (Wolodymyr-Wolynskyj) in der heutigen westlichen Ukraine.

## Territorium

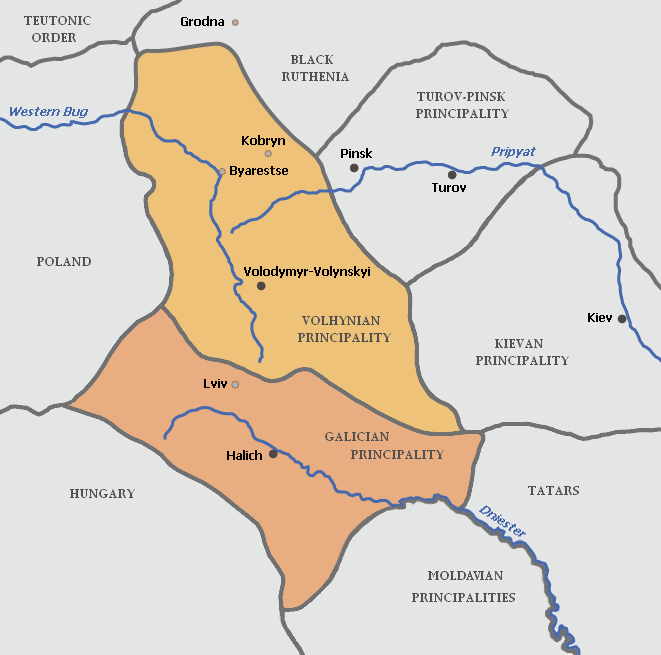
Fürstentümer Wolhynien und Galizien 1124–1199

Das Herrschaftsgebiet der Fürsten von Wolhynien umfasste bis 1086 das gesamte westliche Gebiet der Kiewer Rus mit den Burgen Wladimir, Wolyn, Tscherwen, Peremyschl, Bels, Brest, Swenigorod, Busk, Luzk, Dorogobusch, Isjaslaw, Kremenez, Schumsk, Halitsch, Terebowlja und Peresopniza.

## Geschichte
981 eroberte Wladimir I. das Tscherwener Burgenland. 987 gründete er das Fürstentum Wolhynien mit der Burg Wladimir und übergab es seinem Sohn Wsewolod Wladimirowitsch.
1018 eroberte Bolesław Chrobry das Gebiet für Polen. 1031 ging es durch Jaroslaw der Weise zurück an die Kiewer Rus.
Dessen Söhne Swjatoslaw II. von Kiew ( -1054) und Igor Jaroslawitsch (1054–1057) herrschten in der Folgezeit.
Um 1086 wurden aus dem Fürstentum die eigenständigen Fürstentümer  Peremyschl, Swenigorod und Terebowlja herausgelöst. 1100 wurde das Fürstentum Wolhynien nach einem Krieg abhängig von Kiew. 1118 lösten nach einem weiteren Krieg die Söhne von Wladimir Monomach die bis dahin regierenden Nachkommen von Jaroslaw dem Weisen in der Herrschaft ab. Von 1141 bis 1146 wurde Wolhynien von Kiew okkupiert.
1154 wurde das Fürstentum Wolhynien wieder unabhängig von Kiew und hieß nun Fürstentum Wladimir. Es entstand außerdem ein eigenes Fürstentum Luzk.
1158 versuchte der Halitsche Fürst Iwan Berladnik, die Herrschaft über Wladimir zu erringen.
1188 eroberte Fürst Roman Mstislawitsch von Wladimir erstmals das Fürstentum Halitsch, 1199 endgültig und gründete das Fürstentum Halitsch-Wolhynien mit dem Zentrum in Halitsch.

## Fürsten von Wolhynien
- Wsewolod Wladimirowitsch (987–1013)
- zu Polen 1018–1031
- Swjatoslaw II. von Kiew ( -1054) (Sohn von Jaroslaw dem Weisen)
- Igor Jaroslawitsch (1054–1057) (Sohn von Jaroslaw dem Weisen)
- Rostislaw von Tmuratakan (1057–1064)
- Jaropolk Isjaslawitsch (1069–1086) (Enkel von Jaroslaw dem Weisen)
- Oleg I. von Tschernigow (1073–1078)
- Dawid Igorewitsch (1086–1100)
- Mstislaw Swjatopolkitsch  (1099–1100) (Urenkel von Jaroslaw dem Weisen)
- Jaroslaw Swjatopolkitsch (1100–1118) (Urenkel von Jaroslaw dem Weisen)
- Roman Wladimirowitsch (1018–1019) (Sohn von Wladimir Monomach)
- Andrej Wladimirowitsch der Gute (1119–1135) (Sohn von Wladimir Monomach)
- Isjaslaw II. von Kiew (1135–1141)
- Swjatoslaw III. von Kiew (1141–1146)
- Wladimir von Dorohobusch (1146–1149)
- Isjaslaw II. Mstislawitsch (1149–1151)
- Swjatopolk Mstislawitsch (1149–1154)

### Fürsten von Wladimir
- Wladimir III. Mstislawitsch (1154–1157)
- Mstislaw II. von Kiew (1157–1170)
- Roman Mstislawitsch (1170–1198)

### Fürsten von Halitsch-Wladimir
- Roman Mstislawitsch (1199–1205)

### Fürsten von Wladimir im Fürstentum Halitsch-Wladimir
- Swjatoslaw Igorewitsch (1206–1207)
- Alexander Wsewolodowitsch (1207–1209)
- Ingwar Jaroslawitsch (1209–1210)
- Alexander Wsewolodowitsch (1210–1215)
- Daniel Romanowitsch von Galizien (1215–1238)

### Großfürsten von Wolhynien im Königreich Galizien
- Wassylko Romanowitsch (1238–1269)
- Wladimir Iwan Wassilkowitsch (1269–1289)
- Mstislaw Danilowitsch (1289-nach 1292)
- Lew Danilowitsch von Galizien (nach 1292–1301)
- Jurij Lwowitsch von Galizien (1301–1308)
- Andrej Jurjewitsch (1308–1323)